# Sentier de grande randonnée 380
Le sentier de grande randonnée 380 (GR 380) décrit une boucle faisant le tour des monts d'Arrée dans le Finistère. Il traverse les communes de Morlaix, Plourin-lès-Morlaix, Le Cloître-Saint-Thégonnec, Plounéour-Ménez, Saint-Thégonnec, Guimiliau, Lampaul-Guimiliau, Saint-Sauveur, Sizun, Brasparts, Saint-Rivoal, Brennilis, La Feuillée, Huelgoat, Scrignac, Lannéanou, Guerlesquin, Plougonven et Plouigneau.